# 高式熊
高式熊（1921年—2019年1月25日），原名廷肃，号羽弓，浙江鄞县人。中国书法家，金石篆刻家。西泠印社名誉副社长，上海书法家协会顾问，上海市文史研究馆馆员。

## 生平
1921年生于浙江一书香世家，是清末光绪翰林高振宵的次子。高式熊9岁开始练习书法。1947年加入西泠印社，成为当时最年轻社员之一。
1991年在日本大阪和京都举办“高式熊篆刻书画展”。
2019年1月25日在上海辞世，享年98岁。

## 作品
著有《篆刻存景》一册，《西泠印社同人印传印譜》四册，《式熊印譜》由上海书画出版社编辑出版。